# Nebotičnik
Nebotičnik je stolpasta visoka stavba, visoka tudi 150 metrov, z naseljivimi nadstropji za stanovanja ali pisarne.

## Zgodovina
Ključni elementi za izgradnjo nebotičnikov so bili jeklo, steklo, plastika, armiran beton, vodne črpalke in  osebna dvigala. Do 19. stoletja so bile stavbe z več kot desetimi nadstropji zelo redke. Brez dvigal naseljencem, razen ponekod za obrambo, takšna bivališča niso ustrezala. Tudi vodni pritisk pogosto ni bil dovolj močan, da bi lahko voda vodovoda segla brez črpalk višje od 30 metrov.
Sestavni deli, ki nosijo težo nebotičnikov se po materialu razlikujejo od tistih za ostale zgradbe. Stavbe do štirih nadstropij so lahko podprte z lastnimi zidovi, medtem ko morajo biti nebotičniki podprti s skeletno konstrukcijo. Zidovi visijo s teh okvirjev kot zavese, od tod arhitektonski termin curtain wall (kurtina) za visoke steklene sisteme podprte s skeletnimi okvirji. Posebna pozornost gre tudi bremenu vetra, ki ga te zgradbe prenašajo.
Za prvi nebotičnik se običajno priznava desetnadstropni Home Insurance Building v Chicagu, zgrajen v letih 1884–1885. Njegova višina ni danes nič posebnega, zato tako visokim, danes zgrajenim zgradbam ne pravimo nebotičniki. Drugi kandidat za naslov prvega nebotičnika je dvajsetnadstropni New York World Building, zgrajen leta 1890 v New Yorku. Obstajale so tudi poslovne stolpnice npr. Vzhodni stolp WTC in Zahodni stolp WTC.
Večina zgodnjih nebotičnikov se je pojavila na uravnavah jeder New Yorka, Chicaga in Londona, ob koncu 19. stoletja.